# ثبت‌نام دیروقت
ثبت‌نام دیروقت (به انگلیسی: Late Registration) دومین آلبوم استودیویی خواننده رپ و تهیه کننده آمریکایی کانیه وست است که در 30 آگوست 2005 از طریق دف جم رکوردینگز و Roc-A-Fella Records منتشر شد. وست آلبوم را در طول یک سال در جلساتی که در استودیوهای هالیوود و نیویورک سیتی با همکاری جان بریون برگزار شد، ضبط کرد. این آلبوم دارای حضور مهمان از آدام لوین، جیمی فاکس، کامن، براندی، جی-زی و ناس و دیگران است.